# Лангеланн (муніципалітет)
Лангеланн (дан. Langeland) — муніципалітет у регіоні Південна Данія королівства Данія. Площа — 288.8 квадратних кілометрів. Адміністративний центр муніципалітету — місто Рудкебінг.

## Населення
У 2012 році населення муніципалітету становило 13 094 особи.